# Tartessops rossumensis
Tartessops rossumensis är en insektsart som beskrevs av Evans 1981. Tartessops rossumensis ingår i släktet Tartessops och familjen dvärgstritar. Inga underarter finns listade i Catalogue of Life.